# Şahin Girej
Şahin Giray, Szahin Girej (ur. 1745 w Adrianopolu − zm. 1787 na wyspie Rodos) − ostatni chan Chanatu Krymskiego przed jego przyłączeniem do Imperium Rosyjskiego.  
Studiował w Salonikach i Wenecji, znał języki: włoski, grecki i turecki, uzyskał zachodnie wykształcenie. 
Wybrany chanem pod dyktatem Imperium Rosyjskiego na początku 1777 roku. Był nim dwukrotnie w latach 1777–1782 oraz 1782–1783.